# Festa do Vinho (Santa Catarina)
A Festa do Vinho é uma festa realizada em Urussanga, no estado de Santa Catarina, que celebra o vinho da região e a gastronomia italiana. A festa teve origem em 1984, diante da necessidade de impulsionar a divulgação da tradição da cidade, em produzir bons vinhos, em especial, o vinho Goethe.
A festa é realizada  no Parque Municipal Ado Cassetari Vieira, em formato anual ,  ou bi-anual, no mês de agosto,  com grandes atrações e muita alegria, reunindo todas as entidades filantrópicas do município e recebendo turistas de todo o Brasil.
O evento conta com shows locais e nacionais, degustação de vinho, além de exposições e desfiles, sempre com a presença da rainha e princesas da Festa do Vinho.

### Edições
Segue uma relação das edições realizadas:
1ª edição - ocorreu de 17 a 19 de agosto de 1984 
16ª edição - de 10 a 14 de agosto de 2016 
17ª edição - de 9 a 13 de agosto de 2017 
18ª edição - de 8 a 12 de agosto de 2018 
19ª edição - de 7 a 11 de agosto de 2019 
20ª edição - de 3 a 7 de agosto de 2022 
21ª edição - a ser realizado em Agosto de 2023 